# Dioscorea rigida
Dioscorea rigida är en enhjärtbladig växtart som beskrevs av Reinhard Gustav Paul Knuth. Dioscorea rigida ingår i släktet Dioscorea och familjen Dioscoreaceae. Inga underarter finns listade i Catalogue of Life.